# The Defender of the Name
The Defender of the Name è un cortometraggio muto del 1912 diretto da Stanner E.V. Taylor. Taylor è conosciuto soprattutto come sceneggiatore, ma firmò nella sua carriera quasi 60 film come regista, più della metà dei quali nel 1912, l'anno di produzione del corto.
L'attrice Marion Leonard, protagonista del film, era la moglie di Taylor.

## Produzione
Il film fu prodotto dalla Rex Motion Picture Company, una compagnia fondata l'anno precedente che, attiva fino al 1917, produsse nei suoi sei anni di attività 552 film.

## Distribuzione
Distribuito dalla Motion Picture Distributors and Sales Company, il film uscì nelle sale cinematografiche USA il 28 gennaio 1912.